# Rathaus Steglitz
Das Rathaus Steglitz befindet sich im Berliner Ortsteil Steglitz an der Schloß- Ecke Grunewaldstraße und wurde 1898 als Rathaus der Landgemeinde Steglitz erbaut. Für den ehemaligen Bezirk Steglitz, der von 1920 bis 2000 bestand, war es Sitz der zentralen Verwaltung. Danach wurde das Haus für administrative Aufgaben des seinerzeit neu entstandenen Bezirks Steglitz-Zehlendorf umgebaut. Dort befinden sich heute Teile der Bezirksverwaltung sowie ein Bürgeramt.

## Bau
Das Rathaus wurde 1897/1898 von den Architekten Reinhardt und Süßenguth im Stil der Neogotik errichtet. Den Architektenwettbewerb hatte noch Emil Seydel gewonnen. Der Grundstein wurde am 13. September 1896 gelegt; am 22. März 1898, dem Geburtstag des 1888 verstorbenen Kaisers Wilhelm I., wurde es eingeweiht. In Anlehnung an die Backsteingotik besteht die Fassade aus roten Backsteinen. Im Ratskeller gründete Karl Fischer 1901 die Jugendbewegung Wandervogel. An der Ecke Grunewaldstraße weist eine Gedenktafel, die auch den Wandervogelgreifen zeigt, daraufhin.
Das ehemalige neogotische Eingangsportal zum Rathaus ist nicht mehr erhalten. Stattdessen liegt heute an selber Stelle ein moderner kleinerer Eingang sowie unmittelbar daneben der Zugang zum U-Bahnhof Rathaus Steglitz.

## Integration in das Einkaufszentrum
Das historische Gebäude wurde in das 2005 entstandene Einkaufszentrum Das Schloss integriert, wofür  an beiden Seiten Anbauten abgerissen wurden. Der Innenhof ist seitdem überdacht und wird als Restaurantbereich benutzt. Der U-Bahn-Eingang unterhalb des Rathauses wurde erweitert als direkter Zugang zum Einkaufszentrum.
Die Stadtbibliothek des Bezirkes Steglitz wurde in das neue Einkaufszentrum integriert und zur Bezirkszentralbibliothek auf über 5000 m² ausgebaut. Die Kosten dafür übernahm der Investor des Schlosses. Im Gegenzug erhielt der Investor einen Rabatt auf das Grundstück der ehemaligen Stadtbibliothek, der die Investitionskosten 1:1 deckte.

## Verkehrsanbindung
Im schräg gegenüberliegenden Hochhaus Steglitzer Kreisel befindet sich ein Busbahnhof der BVG sowie unterhalb der U-Bahnhof Rathaus Steglitz, Endpunkt der U-Bahn-Linie U9. In der unmittelbaren Umgebung sind mehrere Haltepunkte zahlreicher Buslinien und der S-Bahnhof der Linie S1. In unmittelbarer Nähe verläuft parallel zur Trasse der Wannseebahn die Bundesautobahn 103.